# إرنست ديفيدسون
إرنست ر. ديفيدسون (بالإنجليزية: Ernest R. Davidson)‏ ولد في 12 أكتوبر عام 1936 في تير هوت، إنديانا، هو أستاذ الكيمياء في جامعة واشنطن في سياتل، الولايات المتحدة. تدرج من مدرسة هاي وايلي ومدرسة تيري هوت ومعهد روز هولمان للتكنولوجيا.
يرتبط اسمه بـ(تصحيح ديفيدسون) و(تخطيط ديفيدسون القطري) وهما طريقتان خطيتان لحل المعادلات طبقهما على ترتيب التفاعل. وهو مؤلف من أكثر من 400 منشور، بما في ذلك تخفيض كثافة المصفوفات في الكيمياء الكمومية (المطبعة الأكاديمية عام 1976).
وقد نال العديد من الجوائز، بما في ذلك:
- عضو في الأكاديمية الدولية للعلوم الجزيئية الكمية (1981).
- زميل الجمعية الأمريكية لتقدم العلوم (1985).
- زميل الأكاديمية الوطنية للعلوم (1987).
- وفي عام 2001 حصل على قلادة العلوم الوطنية.[1]

## وصلات خارجية
- صفحته الرئيسة التي تحتوي على جميع مؤلفاته.